# Faó de Mitilene
Segons la llegenda, Faó (grec antic: Φάων, Pháōn) fou el favorit de la poetessa Safo, nadiu de Mitilene i mariner de professió.
La història diu que era un barquer pobre, vell i més aviat lleig, però que un dia va portar en el seu bot Afrodita disfressada de vella. Com que no li va voler cobrar el trajecte, la deessa el va obsequiar amb un flascó amb un bàlsam que donava la joventut i la bellesa; a partir de llavors, totes les dones de Lesbos començaren a sentir atracció per ell.
Safo se'n va enamorar perdudament. Va fer llit amb ella, però aviat va ressentir-se i va desdenyar el seu amor. Safo estava tan angoixada amb el seu rebuig que es va llançar a la mar daltabaix de la Roca Lèucada per acabar amb la seva vida. Claudi Elià diu que Faó va ser mort per un home a qui estava posant les banyes.